# ユーゾー
ユーゾー（ユーゾス、ユーゾース、ドイツ語: Arbeitsgemeinschaft der Jungsozialistinnen und Jungsozialisten in der SPD、JUSOS）は、ドイツ社会民主党の青年部。

## 概要
35歳までのドイツ社会民主党（SPD）の党員は、自動的にユーゾーに所属することになる。またSPDに入党はしなくとも、年間12ユーロの会費を納めることでユーゾーのメンバーになることもできる。2021年現在の会員数は、70000人を超える規模となっている。